# Dominga Sotomayor
Dominga Sotomayor, née en 1985 à Santiago du Chili, est une réalisatrice chilienne.

## Biographie
Elle remporte le Léopard de la meilleure réalisation au Festival international du film de Locarno 2018 pour le film Tarde para morir joven.

## Filmographie

### Longs métrages
- 2012 : De jueves a domingo
- 2014 : Mar
- 2018 : Tarde para morir joven

### Courts métrages
- 2007 : Noviembre
- 2008 : Debajo
- 2008 : La montaña
- 2013 : La isla
- 2016 : Los Barcos
- 2020 : Correspondencia
- 2021 : Sin Título, 2020 - segment du film collectif The Year of the Everlasting Storm

## Distinctions
- Festival international du film Nouveaux Horizons 2012 : Grand Prix pour De jueves a domingo
- Festival international du film de Rotterdam 2012 : Tigre d'or pour De jueves a domingo
- Festival international du film de Locarno 2018 : Léopard de la meilleure réalisation pour Tarde para morir joven
- Festival du film de Cabourg 2019 : Grand Prix pour Tarde para morir joven